# 과역동초등학교 백일분교
과역동초등학교 백일분교는 전라남도 고흥군 과역면 백일리 산908에 있었던 초등학교 분교이다.

## 연혁
- 1945년 5월 12일 백일공립국민학교 개교(설립인가 4월 1일)
- 1950년 6월 27일 백일국민학교로 개칭
- 1992년 2월 28일 진지분교장 통폐합
- 1992년 9월 1일 과역동국민학교 백일분교장
- 1996년 3월 1일 과역동초등학교 백일분교장
- 2007년 3월 1일 과역초등학교로 통폐합